# Голий Врх-Нетретицький
45°33′ пн. ш. 15°24′ сх. д. / 45.55° пн. ш. 15.40° сх. д.
Голий Врх-Нетретицький (хорв. Goli Vrh Netretićki) — населений пункт у Хорватії, у Карловацькій жупанії у складі громади Нетретич.

## Населення
Населення за даними перепису 2011 року становило 7 осіб.
Динаміка чисельності населення поселення: